# Beattie Edmondson
Beattie Louise Edmondson (* 19. Juni 1987 in Devon) ist eine britische Schauspielerin.

## Leben
Beattie Edmondson wurde 1987 geboren und wuchs in der Grafschaft Devon mit zwei Schwestern auf. Sie ist die Tochter des Schauspieler- und Komikerehepaars Jennifer Saunders und Ade Edmondson. Sie studierte zunächst an der University of Manchester, beschloss aber in ihrem zweiten Jahr, mit vier Freundinnen die Komikergruppe Lady Garden zu gründen, anstatt bei der Drama Society der Universität vorzuspielen. Laut eigener Aussage hatte sie zu viel Angst davor.
Sie trat mit Lady Garden (2008 bis 2011) und dem Nachfolgeprojekt Birthday Girls (2013 bis 2016) wiederholt beim Edinburgh Festival Fringe auf, sie spielte in dieser Zeit auch in verschiedenen Sitcoms und Fernsehserien. Im Jahr 2018 spielte sie die Hauptrolle in dem Film Ein Mops zum Verlieben. Ihr Schaffen für Film und Fernsehen umfasst mehr als zwei Dutzend Produktionen.
Im Juni 2017 hat Beattie Edmondson ihren Freund Sam Francis geheiratet.

## Filmografie
- 2012: Absolutely Fabulous
- 2016: Absolutely Fabulous: Der Film (Absolutely Fabulous: The Movie)
- 2016: Bridget Jones’ Baby
- 2018: Ein Mops zum Verlieben (Patrick)
- 2021: The Pursuit of Love (Miniserie, 3 Folgen)